# Pierre Michel d'Ixnard
Pierre Michel d'Ixnard (Nîmes, 22 novembre 1723 – Strasburgo, 21 agosto 1795) è stato un architetto francese.
Fu un precursore del neoclassicismo nella Germania meridionale.

## Biografia

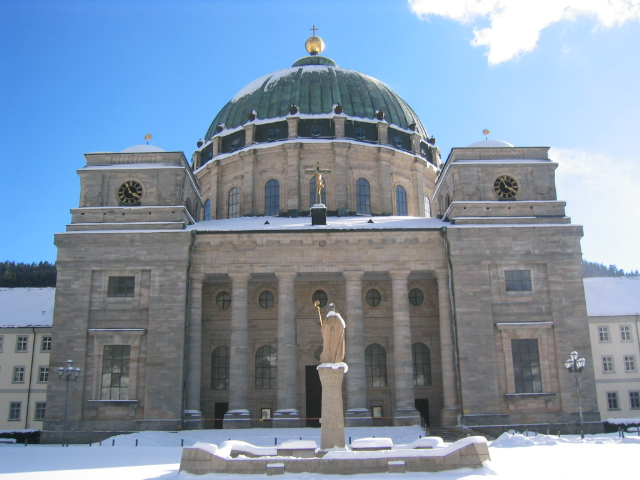
Chiesa abbaziale di San Biagio a St. Blasien, opera di Ixnard

Lavorò prima come falegname ma anche come muratore, scalpellino e  fabbro e si formò alla scuola dell'architetto parigino Jacques-François Blondel. Seguì il suo maestro Giovanni Niccolò Servandoni nel 1763 a Stoccarda. Nello stesso anno il principe Giuseppe Federico Guglielmo di Hohenzollern-Hechingen lo incaricò della ristrutturazione della sua residenza a Hechingen. Si trattò del primo incarico personale per il d'Ixnard, ed egli lo portò a compimento con piena soddisfazione del committente. Nel 1764 infatti egli fu nominato direttore edilizio del principato di Hohenzollern-Hechingen e realizzò con la chiesa di San Giacomo a Hechingen un significativo esemplare di neoclassicismo.
Questa opera gli valse la chiamata come direttore dei lavori del castello a Königseggwald, ove nel 1765 egli fece erigere il castello per il conte e realizzò anche il rifacimento della facciata esterna del castello di Aulendorf.
Per l'Elettorato di Treviri egli progettò il Castello del Principe Elettore a Coblenza (1777–1780). Inoltre egli diresse anche la ristrutturazione della Residenza di Ellingen (1772–1775), sede dell'Ordine Teutonico, e predispose i progetti in base ai quali fu poi costruito il castello cittadino dei signori di Speth a Gammertingen.
Insieme alla residenza del Principe Elettore d'Ixnard si fece anche un nome come architetto di chiese e conventi. Da 1767 al 1776 si occupò attivamente dell'abbazia femminile di Buchau, ove trasformò gli edifici conventuali e la chiesa abbaziale dei Santi Cornelio e Cipriano.
Una delle sue maggiori e più note opere è la chiesa conventuale di San Biagio a St. Blasien, nella Foresta Nera. Nel 1780-83 d'Ixnard costruì la chiesa di San Giacomo a Hechingen.
Controversa invece è oggi la sua paternità della ristrutturazione della zona del coro della cattedrale di Costanza. 
Il suo allievo Johann Joachim Scholl diresse tra il 1773 e il 1784 la ristrutturazione neoclassica della chiesa abbaziale dell'abbazia di Salem, che in un primo momento il d'Ixnard aveva cercato di accaparrarsi.